# أوليفر وارنر
أوليفر وارنر (بالإنجليزية: Oliver Warner)‏ هو سياسي أمريكي، ولد في 17 أبريل 1818 في نورثهامبتون في الولايات المتحدة، وتوفي في 14 سبتمبر 1885 في لين في الولايات المتحدة. حزبياً، نشط في الحزب الجمهوري. وقد انتخب عضو مجلس نواب ماساتشوستس.